# 페이비언 협회

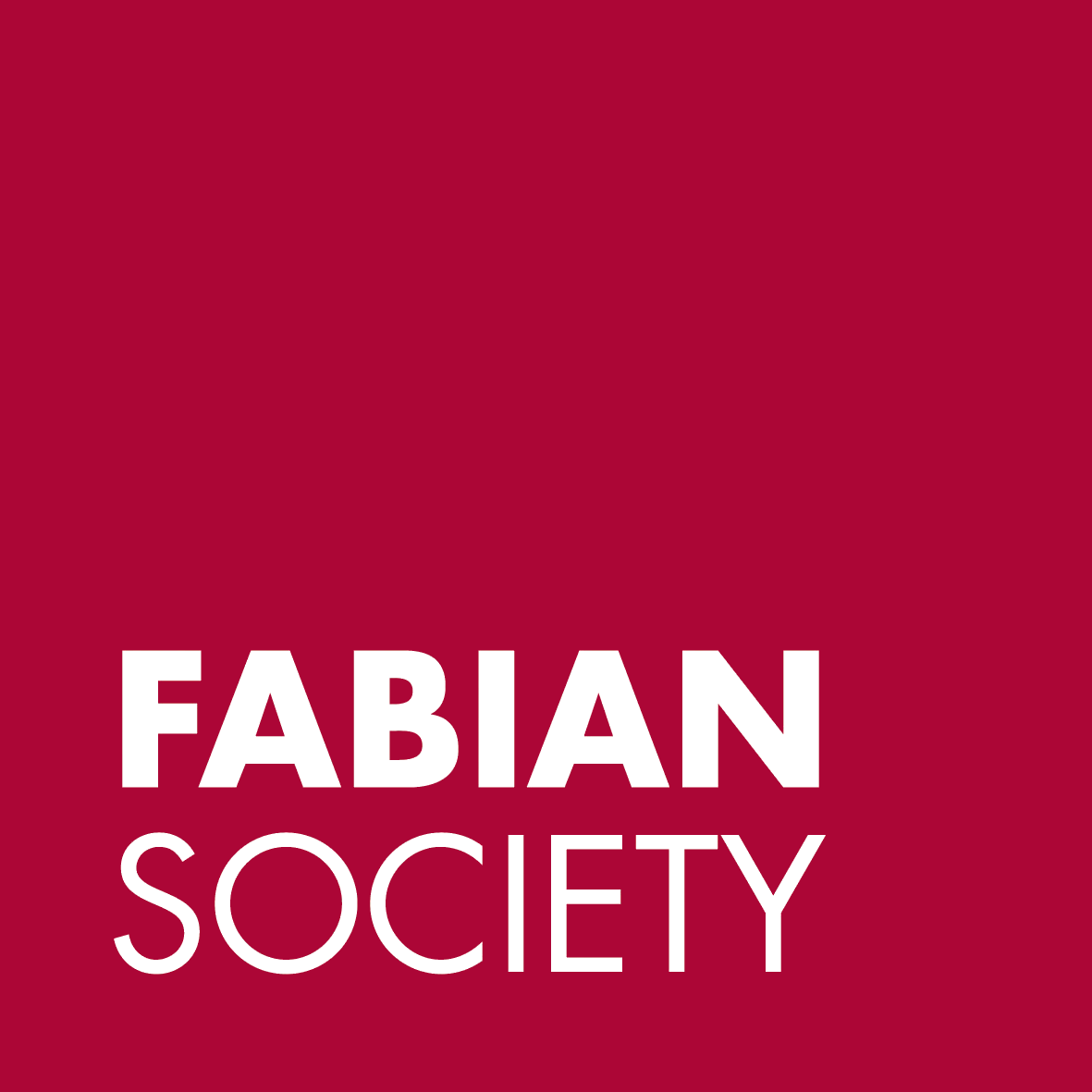

페이비언 협회(영어: Fabian Society)는 영국의 지식인들이 주도한 점진적 사회주의 단체로 혁명적 방법보다는 계몽과 개혁을 통한 이념실천을 활동방법으로 했다. 협회의 활동과 사상은 영국 노동당의 기초가 되었으며 영국 식민지의 독립, 특히 인도의 독립 등 정책에 영향을 끼쳤다.

## 역사
페이비언협회는 1884년 1월 4일 런던에서 설립되었는데 1883년 설립된 ‘신생활회(The Fellowship of New Life)’의 멤버 중 몇명이 따로 떨어져 나와 설립한 단체이다. ‘신생활회’는 청빈한 삶 즉, 자발적인 가난의 실천을 통해 사회를 바꾸어 보자는 목표를 가지고 설립되었는데 그중 몇몇 회원은 사회개혁에는 정치적 개입이 필요하다고 보고 따로 모여 페이비언협회를 만든 것이다. 1890년대초 신생활회는 사라졌으나 페이비언협회는 당시 영국에서 가장 유망한 지적 사회운동으로 발전하였다.
당시 멤버로는 당대의 저명한 저술가 및 학자 등이 대거 참여했다. 조지 버나드 쇼, H.G. 웰즈, 시드니 웨브, 베아트리스 웨브 등이 있었으며 버트런드 러셀도 나중에 멤버가 되었다. 경제학자 존 케인즈도 회원이었다. 미국의 작가인 진 웹스터 작가가 쓴 성장소설인 《키다리 아저씨》(1916년)에서도 주인공인 주디가 "점진적인 사회개혁을 주장하는 사회주의인" 페이비언 협회에 가입하여 활동함으로써, 온건한 사회주의자로서 살아가는 이야기가 나온다.
혁명적인 변화보다는 점진적인 개혁을 통한 사회변혁을 주장했던 이 협회의 이름은 파비우스 전략으로 알려진 고대 로마의 파비우스 막시무스 장군의 전술에서 비롯되었는데 그는 카르타고의 한니발장군의 침입에 맞서 전면전보다는 질질 끄는 지구전 전술을 구사했다.
페이비언협회는 자유무역에 반대했고 국제경쟁에서 이익을 보호하는 보호무역주의를 선호했으며, 토지의 국유화를 주장했다. 1900년 영국 노동당의 창립에 수많은 협회회원이 참여했고 협회의 강령이 노동당 강령의 모태가 되었다. 실제 사회민주주의 이론가인 주대환에 의하면, 1890년 영국 정부가 철도를 국유화함으로써 공공기관의 공공성이라는 생각을 사회공동체에서 이루어지도록 하는 일을 하였다고 한다. 공공성 원칙은 마거릿 대처 때 민영화되어 폐지되기도 했지만, 이윤을 우선으로 하여 안전이 뒷전이 되어버리자 다시 국영화를 하여 공공성이 다시 이루어지도록 하였다.(민주노총 공공운수노조 철도노조 선전물)
페이비언협회는 사회민주주의 정책에 영향을 미쳤으며 특히 영국 노동당 정책에 가장 큰 영향을 미쳤다. 가장 최근의 사례는 토니 블레어이다.

## 같이 보기
- 키어 하디